# 吉江道場
吉江道場（よしえどうじょう）は、越中国礪波郡石黒荘吉江郷（現富山県南砺市吉江地域田中）に存在した時宗の寺院。仏土寺、仏道寺とも。現在は既に廃寺となり、市指定文化財の「時衆吉江道場跡（昭和54年12月12日指定）」のみが残されている。

## 概要

### 創建

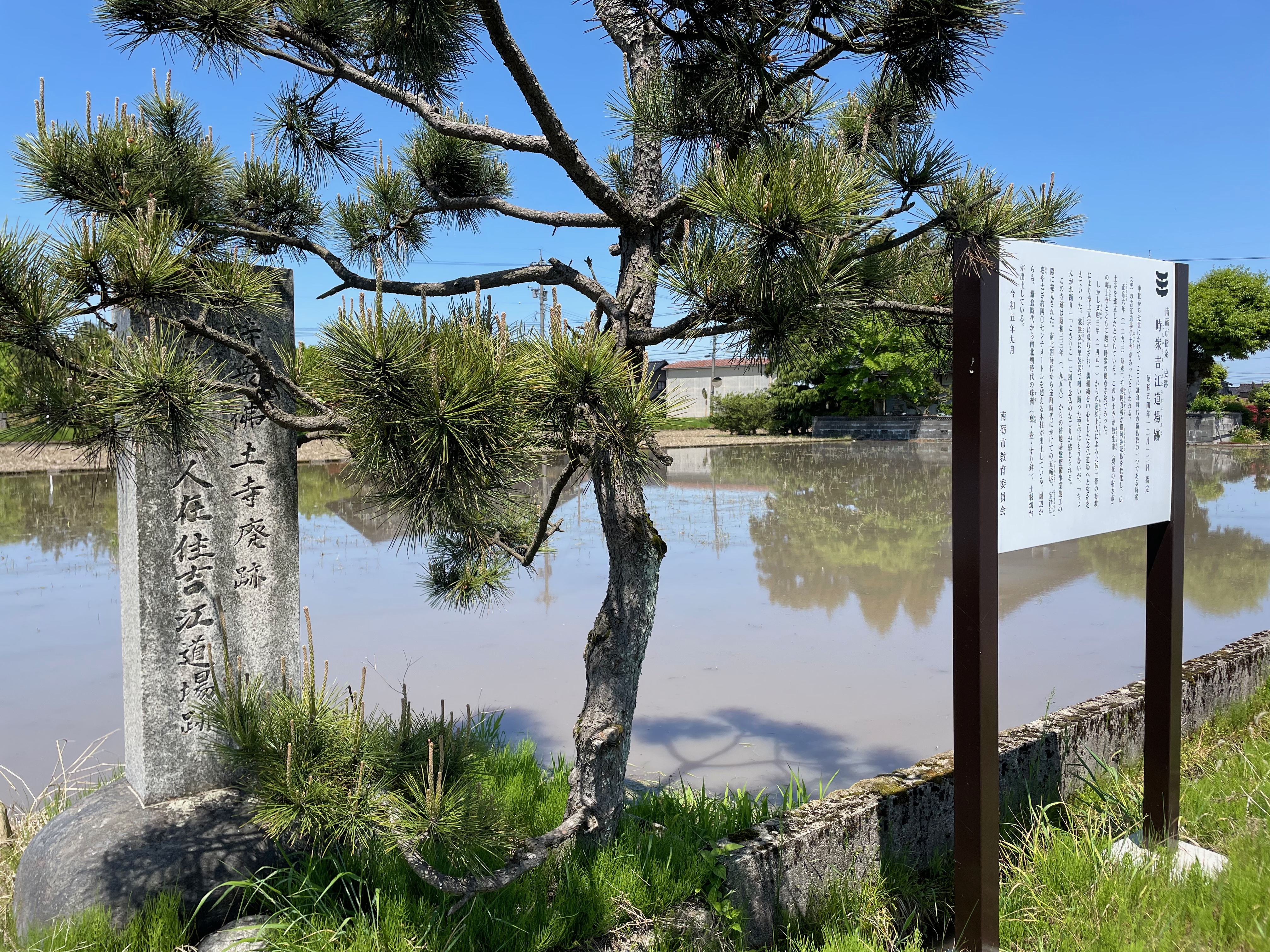
時宗吉江道場跡

時宗の開祖一遍の没後、教団を再編した他阿真教は一遍が足を延ばさなかった北陸道方面にも訪れて布教を行い、その経過は『遊行上人縁起絵』に記録されている。他阿真教は正応5年（1292年）11月から翌年2月頃まで越中国北西の放生津～氷見に滞在したようで、この時の滞在を通じて越中国内でも多くの時宗寺院が設立された。この時他阿真教の教化を受けた盧阿弥陀が創建したのが吉江道場であり、これがやがて仏土寺に発展したとされる。
また、江戸時代に十村役を務め吉江地域の名家として知られた得能家は伊予国河野氏の一族である得能通綱を家祖とし、藤島の戦いでの敗戦後に越中国吉江郷に逃れ定着したものと伝えられる。同じく南北朝時代に桃井直常に与して斯波義将に敗れ討ち死にした田中蔵人という人物がおり、その娘が剃髪して尼僧となり「仏道寺村に一寺を建てた」との伝承もある（田中村宮縁起）。

### 『時衆過去帳』
代々の遊行上人によって書き継がれてきた『時衆過去帳』には時宗の死者の法名が網羅されており、越中国に関わる人物についても言及されている。その中でも、吉江道場に関わる人物のみを下記表に抜粋する。

#### 僧衆
| 遊行上人             | 年月日                                 | 地域                 | 人名                  |
| 遊行七代宿阿弥陀佛   | 建武四年（1337年）九月廿五日           | 越中吉江             | 珠阿弥陀佛            |
| 遊行九代也阿弥陀佛   | 康安二年（1362年）三月廿日             | 吉江                 | 眛阿弥陀佛            |
| 遊行十代唯阿弥陀佛   | 明徳四年（1393年）                     | 佛土寺十一代正十五日 | 珠阿弥陀佛            |
| 遊行十三代他阿弥陀佛 | 応永廿四年（1417年）四月十日           | 吉江                 | 眛阿弥陀佛 ほか       |
| 遊行十六代           |                                        | 吉江塚               | 重阿弥陀佛            |
| 遊行十六代           |                                        | 吉江佛土寺           | 珠阿弥陀佛            |
| 遊行十七代           | 永享十二年（1440年）正月十六日法永相続 | 吉江                 | 珠阿弥陀佛            |
| 遊行廿一代           | 明応六年（1497年）五月八日始之         | 吉江佛土寺           | 留阿弥陀佛            |
| 他阿弥陀佛遊行廿五代 | 永正十七年（1520年）七月九日始之       | 吉江佛土寺           | 覚阿弥陀佛 師阿弥陀佛 |
| 他阿弥陀佛遊行廿六代 | 享禄元年（1528年）八月廿九日始之       | 吉江佛土寺衆         | 但阿弥陀佛ほか        |
| -------------------- | -------------------------------------- | -------------------- | --------------------- |

#### 尼衆
| 遊行上人       | 年月日           | 地域         | 人名   |
| 遊行第七始付之 | 曆元年十月十八日 | 越中吉江     | 如一房 |
| 十六代         |                  | 越中吉江逆修 | 往一房 |
| 十七代         |                  | 吉江         | 見一房 |
| -------------- | ---------------- | ------------ | ------ |

また、江戸時代の享保6年（1721年）成立の『時宗末寺帳』にも越中国礪波郡の時宗寺院として「金光寺・吉江仏土寺・蓮沼極楽寺・松永松台寺」の4ヶ寺を挙げている。これらの記録により、吉江道場＝仏土寺は南北朝時代から戦国時代にかけて存在したことが確認される。
『時衆過去帳』と『時宗末寺帳』に見られる越中国内の時宗寺院は合計すると21ヶ寺となるが、このほとんどが貞享2年（1685年）の加賀藩による調査では存在しなくなっていた。吉江道場も含め、越中国内の時宗寺院は戦国時代の急速な浄土真宗の普及によってほとんどが退転・改宗してしまったようである。

### 周辺寺院との関係
時宗は布教に当たって港湾・宿場など交通の要衝を重視していたことが全国的に知られており、越中においては放生津湊（現新湊）を起点に日本海交易と、小矢部川水運という舟運を通じて時宗は発展を遂げたとみられる。実際に、小矢部川流域には放生津報土寺を起点として、蓮沼極楽寺・松永松台寺・川崎専称寺・吉江仏土寺等が存在し、これらの時宗寺院が小矢部川水運を支配していたようである。特に、室町時代に越中国礪波郡守護代に任命された遊佐氏は時宗と協力関係にあったことが記録に残されている。
吉江仏土寺は旧福光町一帯を中心に教線を広げていたようで、福光町熊野社・法林寺熊野社なども元は時宗寺院であったと推定されている。特に、後者については近辺に「踊場」という小字が残ることも、時宗門徒が居住していたことを裏付ける。

### 現代
江戸時代には「仏土寺」に由来する「仏道寺村」が存在したが、明治18年（1885年）に田中村・仏道寺村両村の居住者67名が連署して「今後祭礼・三昧等何事によらず協同して行事を行い繁栄を計る」ことを誓い、仏道寺村は田中村の一部となった。それでも水利万雑費が別であるなどの区別は残ったが、区画整理事業を経て名実ともに1村となり現代に至っている。
昭和54年12月12日には福光町の文化財に指定され、南砺市への合併に伴って平成18年11月28日付けで名称変更がなされている。